# Cúp Síp 2012
Cúp Síp 2012 (Cyprus Cup 2012), giải bóng đá giao hữu thường niên được tổ chức tại Cộng hòa Síp, diễn ra từ 28 tháng 2 đến 6 tháng 3 năm 2012. Pháp là đội tuyển giành chức vô địch.

## Thể thức
Mười hai đội được chia làm ba bảng. Các bảng A và B gồm các đội xếp hạng cao nhất và là các đội cạnh tranh chức vô địch. Các đội đầu bảng A và B thi đấu trận chung kết, các đội nhì đá trận tranh hạng ba. Đội nhất bảng C gặp đội hạng 3 có thành tích tốt hơn trong hai bảng A và B để tranh hạng năm; đội nhì bảng C gặp đội hạng 3 còn lại để tranh hạng 7. Đội hạng ba bảng C gặp đội hạng 4 có thành tích tốt hơn, còn hai đội hạng bốn còn lại gặp nhau ở trận tranh hạng 11.

## Vòng bảng
Giờ thi đấu là giờ địa phương (EET/UTC+2)

### Bảng A
| Đội      | Tr | T | H | B | BT | BB | HS | Đ |
| -------- | -- | - | - | - | -- | -- | -- | - |
| Pháp     | 3  | 3 | 0 | 0 | 8  | 1  | +7 | 9 |
| Anh      | 3  | 2 | 0 | 1 | 4  | 4  | 0  | 6 |
| Phần Lan | 3  | 1 | 0 | 2 | 5  | 6  | −1 | 3 |
| Thụy Sĩ  | 3  | 0 | 0 | 3 | 1  | 7  | −6 | 0 |

| Pháp                                          | 3 – 0   | Thụy Sĩ |
| --------------------------------------------- | ------- | ------- |
| Delie 5' · Thiney 18' · Bompastor 38' (ph.đ.) | Báo cáo |         |

| Anh                                         | 3 – 1   | Phần Lan    |
| ------------------------------------------- | ------- | ----------- |
| Smith 36' (ph.đ.), 88' (ph.đ.) · Carney 50' | Báo cáo | Tolvanen 8' |

| Thụy Sĩ | 0 – 1   | Anh          |
| ------- | ------- | ------------ |
|         | Báo cáo | Williams 77' |

| Phần Lan      | 1 – 2   | Pháp                       |
| ------------- | ------- | -------------------------- |
| Sällström 63' | Báo cáo | Le Sommer 35' · Renard 71' |

| Anh | 0 – 3   | Pháp                               |
| --- | ------- | ---------------------------------- |
|     | Báo cáo | Nécib 14' · Delie 49' · Thiney 80' |

| Phần Lan                | 3 – 1   | Thụy Sĩ          |
| ----------------------- | ------- | ---------------- |
| Sällström 25', 33', 47' | Báo cáo | Crnogorčević 58' |

### Bảng B
| Đội      | Tr | T | H | B | BT | BB | HS | Đ |
| -------- | -- | - | - | - | -- | -- | -- | - |
| Canada   | 3  | 3 | 0 | 0 | 8  | 2  | +6 | 9 |
| Ý        | 3  | 1 | 0 | 2 | 4  | 5  | −1 | 3 |
| Hà Lan   | 3  | 1 | 0 | 2 | 3  | 4  | −1 | 3 |
| Scotland | 3  | 1 | 0 | 2 | 4  | 8  | −4 | 3 |

| Hà Lan                  | 2 – 1   | Ý          |
| ----------------------- | ------- | ---------- |
| Melis 53' · Martens 61' | Báo cáo | Panico 39' |

| Canada                                                     | 5 – 1   | Scotland    |
| ---------------------------------------------------------- | ------- | ----------- |
| Parker 6' · Schmidt 36', 51' · Sinclair 59' · Tancredi 64' | Báo cáo | J. Ross 13' |

| Scotland                             | 2 – 1   | Hà Lan     |
| ------------------------------------ | ------- | ---------- |
| Van den Berg 24' (l.n.) · Lauder 59' | Báo cáo | Spitse 24' |

| Ý              | 1 – 2   | Canada                     |
| -------------- | ------- | -------------------------- |
| Iannella 45+1' | Báo cáo | Sinclair 43' · Gayle 90+2' |

| Ý                           | 2 – 1   | Scotland    |
| --------------------------- | ------- | ----------- |
| Guagni 43' · Gabbiadini 69' | Báo cáo | L. Ross 67' |

| Hà Lan | 0 – 1   | Canada     |
| ------ | ------- | ---------- |
|        | Báo cáo | Zurrer 84' |

### Bảng C
| Đội         | Tr | T | H | B | BT | BB | HS | Đ |
| ----------- | -- | - | - | - | -- | -- | -- | - |
| Hàn Quốc    | 3  | 2 | 1 | 0 | 4  | 2  | +2 | 7 |
| New Zealand | 3  | 1 | 2 | 0 | 3  | 1  | +2 | 5 |
| Nam Phi     | 3  | 1 | 1 | 1 | 3  | 2  | +1 | 4 |
| Bắc Ireland | 3  | 0 | 0 | 3 | 0  | 5  | −5 | 0 |

| Hàn Quốc                         | 2 – 1   | Nam Phi    |
| -------------------------------- | ------- | ---------- |
| Cha Yun-Hee 51' · Yeo Min-Ji 69' | Báo cáo | Dlamini 9' |

| New Zealand    | 2 – 0   | Bắc Ireland |
| -------------- | ------- | ----------- |
| Hearn 54', 60' | Báo cáo |             |

| Bắc Ireland | 0 – 1   | Hàn Quốc       |
| ----------- | ------- | -------------- |
|             | Báo cáo | Cha Yun-Hee 7' |

| Nam Phi | 0 – 0   | New Zealand |
| ------- | ------- | ----------- |
|         | Báo cáo |             |

| New Zealand   | 1 – 1   | Hàn Quốc        |
| ------------- | ------- | --------------- |
| Gregorius 53' | Báo cáo | Cha Yun-Hee 38' |

| Bắc Ireland | 0 – 2   | Nam Phi            |
| ----------- | ------- | ------------------ |
|             | Báo cáo | Ntsibande 48', 78' |

## Vòng phân hạng

### Tranh hạng 11
| Thụy Sĩ                                                        | 5 – 0 | Bắc Ireland |
| -------------------------------------------------------------- | ----- | ----------- |
| Crnogorčević 16', 81' · Mändly 54' · Schwarz 76' · Mehmeti 90' |       |             |

### Tranh hạng 9
| Scotland               | 2 – 0 | Nam Phi |
| ---------------------- | ----- | ------- |
| Little 8', 25' (ph.đ.) |       |         |

### Tranh hạng bảy
| New Zealand                       | 2 – 2 (s.h.p.) | Hà Lan                    |
| --------------------------------- | -------------- | ------------------------- |
| Hearn 45' (ph.đ.) · Gregorius 56' |                | Van de Ven 34' · Smit 58' |
| Loạt sút luân lưu                 |                |                           |
|                                   | 2 – 4          |                           |

### Tranh hạng năm
| Hàn Quốc          | 1 – 1 (s.h.p.) | Phần Lan      |
| ----------------- | -------------- | ------------- |
| Cha Yun-Hee 56'   |                | Sällström 53' |
| Loạt sút luân lưu |                |               |
|                   | 7 – 6          |               |

### Tranh hạng ba
| Anh       | 1 – 3 | Ý                                        |
| --------- | ----- | ---------------------------------------- |
| Moore 26' |       | Panico 59' · Conti 64' · Gabbiandini 86' |

### Chung kết
| Pháp                          | 2 – 0 | Canada |
| ----------------------------- | ----- | ------ |
| Delie 31' · Nécib 62' (ph.đ.) |       |        |